# Dagli Zar alla Bandiera Rossa
Dagli Zar alla Bandiera Rossa è un documentario del 1963 diretto da Piero Ghione e Gino Mangini.

## Trama
Documentario creato con materiale di repertorio, richiamando alla memoria, l'evoluzione della nazione russa.